# Pseudogarypinus costaricensis
Espèce
Pseudogarypinus costaricensis est une espèce de pseudoscorpions de la famille des Garypinidae.

## Distribution
Cette espèce est endémique du Costa Rica. Elle se rencontre sur l'Irazú.

## Étymologie
Son nom d'espèce, composé de costaric[a] et du suffixe latin -ensis, « qui vit dans, qui habite », lui a été donné en référence au lieu de sa découverte, le Costa Rica.

## Publication originale
- Beier, 1931 : Neue Pseudoscorpione der U. O. Neobisiinea. Mitteilung aus dem Zoologischen Museum in Berlin, vol. 17, p. 299-318.